# Thelypteris retusa
Thelypteris retusa är en kärrbräkenväxtart som först beskrevs av Olof Peter Swartz, och fick sitt nu gällande namn av C. Reed. Thelypteris retusa ingår i släktet Thelypteris och familjen Thelypteridaceae. Inga underarter finns listade.